# Vórtice de Batchelor
En la dinámica de fluidos, los vórtices de Batchelor, descritos por primera vez por George Batchelor en un artículo de 1964, se han encontrado útiles en los análisis de los problemas de riesgo de estela del vórtice de un avión.

## El modelo
El vórtice Batchelor es una solución aproximada a las ecuaciones de Navier-Stokes obtenida usando una aproximación a la capa límite. El razonamiento físico detrás de esta aproximación es la suposición de que el gradiente axial del campo de flujo de interés es de magnitud mucho menor que el gradiente radial.

Las componentes de velocidad axial, radial y azimutal del vórtice se indican por los siguientes signos: {\displaystyle U},{\displaystyle V} and {\displaystyle W} respectivamente y se pueden representar en coordenadas cilíndricas {\displaystyle (x,r,\theta )} como sigue:

{\displaystyle {\begin{array}{cl}U(r)&=U_{\infty }+{\frac {W_{0}}{(R/R_{0})^{2}}}e^{-(r/R)^{2}},\\V(r)&=0,\\W(r)&=qW_{0}{\frac {1-e^{-(r/R)^{2}}}{(r/R_{0})}}.\end{array}}}
Los parámetros en las ecuaciones anteriores son:
- {\displaystyle U_{\infty }},  la velocidad axial del flujo libre,
- {\displaystyle W_{0}}, la escala de velocidades (usada para la no dimensionalización),
- {\displaystyle R_{0}}, la escala de longitudes (usada para la no dimensionalización),
- {\displaystyle R=R(t)={\sqrt {R_{0}^{2}+4\nu t}}}, una medida del tamaño del núcleo, con el tamaño inicial del núcleo {\displaystyle R_{0}} y {\displaystyle \nu } representa la viscosidad,
- {\displaystyle q}, la fuerza del remolino, dada como una relación entre la velocidad tangencial máxima y la velocidad central.